# Сен-Жак-Кумбс-Коув
Сен-Жак-Кумбс-Коув (англ. St. Jacques-Coomb's Cove) — містечко в Канаді, у провінції Ньюфаундленд і Лабрадор.

## Населення
За даними перепису 2016 року, містечко нараховувало 588 осіб, показавши скорочення на 4,9%, порівняно з 2011-м роком. Середня густина населення становила 7 осіб/км².
З офіційних мов обидвома одночасно володіли 5 жителів, тільки англійською — 585.
Працездатне населення становило 50% усього населення, рівень безробіття — 18,8% (21,4% серед чоловіків та 14,3% серед жінок). 81,3% осіб були найманими працівниками, а 20,8% — самозайнятими.
Середній дохід на особу становив $30 544 (медіана $25 440), при цьому для чоловіків — $37 521, а для жінок $23 792 (медіани — $39 296 та $19 136 відповідно).
26% мешканців мали закінчену шкільну освіту, не мали закінченої шкільної освіти — 43,8%, 30,2% мали післяшкільну освіту, з яких 31% мали диплом бакалавра, або вищий.
| Статево-вікова структура населення | Статево-вікова структура населення | Статево-вікова структура населення | Статево-вікова структура населення | Статево-вікова структура населення |
| ---------------------------------- | ---------------------------------- | ---------------------------------- | ---------------------------------- | ---------------------------------- |
|                                    |                                    |                                    |                                    |                                    |
| Всього                             | Всього                             | 51,3%48,7%                         |                                    |                                    |
| 0 — 14 років                       | 0 — 14 років                       |                                    | 14,4%                              | 14,4%                              |
| 15 — 64 років                      | 15 — 64 років                      |                                    | 64,4%                              | 64,4%                              |
| 65 і більше                        | 65 і більше                        |                                    | 21,2%                              | 21,2%                              |
| 85 і більше                        | 85 і більше                        |                                    | 2,5%                               | 2,5%                               |
| Середній вік (років)               | Середній вік (років)               | 43,547,3                           | 45,4                               | 45,4                               |
| Медіана (років)                    | Медіана (років)                    | 47,349,3                           | 48,5                               | 48,5                               |
| — чоловіки — жінки                 |                                    |                                    |                                    |                                    |

| Походження мешканців:     | Походження мешканців:     | Походження мешканців: | Походження мешканців: | Походження мешканців: |
| ------------------------- | ------------------------- | --------------------- | --------------------- | --------------------- |
| Походження                |                           |                       | осіб                  | %                     |
| Корінні американці        | Корінні американці        |                       | 35                    | 6.36%                 |
| Інше північноамериканське | Інше північноамериканське |                       | 445                   | 80.91%                |
| Європейське               | Європейське               |                       | 190                   | 34.55%                |
| британське                | британське                |                       | 170                   | 30.91%                |
| французьке                | французьке                |                       | 25                    | 4.55%                 |

| Зайнятість населення за галузями (за класифікацією NOC): | Зайнятість населення за галузями (за класифікацією NOC): | Зайнятість населення за галузями (за класифікацією NOC): | Зайнятість населення за галузями (за класифікацією NOC): | Зайнятість населення за галузями (за класифікацією NOC): |
| -------------------------------------------------------- | -------------------------------------------------------- | -------------------------------------------------------- | -------------------------------------------------------- | -------------------------------------------------------- |
|                                                          |                                                          |                                                          |                                                          |                                                          |
| Управління                                               | Управління                                               |                                                          | 4,1%                                                     | 4,1%                                                     |
| Бізнес, фінанси та адміністрування                       | Бізнес, фінанси та адміністрування                       |                                                          | 8,2%                                                     | 8,2%                                                     |
| Охорона здоров'я                                         | Охорона здоров'я                                         |                                                          | 4,1%                                                     | 4,1%                                                     |
| Освіта, правозахист, муніципальні та урядові служби      | Освіта, правозахист, муніципальні та урядові служби      |                                                          | 12,2%                                                    | 12,2%                                                    |
| Роздрібна торгівля та послуги                            | Роздрібна торгівля та послуги                            |                                                          | 12,2%                                                    | 12,2%                                                    |
| Гуртова торгівля, транспорт та обладнання                | Гуртова торгівля, транспорт та обладнання                |                                                          | 20,4%                                                    | 20,4%                                                    |
| Природні ресурси, сільське господарство                  | Природні ресурси, сільське господарство                  |                                                          | 28,6%                                                    | 28,6%                                                    |
| Виробництво                                              | Виробництво                                              |                                                          | 6,1%                                                     | 6,1%                                                     |

## Клімат
Середня річна температура становить 4,8°C, середня максимальна – 19°C, а середня мінімальна – -10,4°C. Середня річна кількість опадів – 1 626 мм.
| Клімат поселення                              | Клімат поселення | Клімат поселення | Клімат поселення | Клімат поселення | Клімат поселення | Клімат поселення | Клімат поселення | Клімат поселення | Клімат поселення | Клімат поселення | Клімат поселення | Клімат поселення | Клімат поселення |
| Показник                                      | Січ.             | Лют.             | Бер.             | Квіт.            | Трав.            | Черв.            | Лип.             | Серп.            | Вер.             | Жовт.            | Лист.            | Груд.            |                  |
| Середній максимум, °C                         | −0,22            | −0,48            | 2,54             | 7,02             | 11,63            | 15,82            | 17,84            | 19,02            | 15,58            | 10,76            | 6,24             | 1,46             |                  |
| Середня температура, °C                       | −5,17            | −5,44            | −2,42            | 2,05             | 6,66             | 10,86            | 14,52            | 15,71            | 12,28            | 7,46             | 2,93             | −1,84            |                  |
| Середній мінімум, °C                          | −10,14           | −10,4            | −7,39            | −2,9             | 1,70             | 5,89             | 11,21            | 12,40            | 8,98             | 4,17             | −0,38            | −5,15            |                  |
| Норма опадів, мм                              | 149              | 145              | 126              | 128              | 115              | 129              | 116              | 102              | 159              | 149              | 161              | 147              |                  |
| Середньомісячна швидкість вітру, м/с          | 8.87             | 8.18             | 7.66             | 6.69             | 5.64             | 5.06             | 4.82             | 5.03             | 5.81             | 6.80             | 7.80             | 8.54             |                  |
| Середньомісячна сонячна радіація, кДж/м²·день | 3905             | 6766             | 10824            | 14264            | 17628            | 19092            | 18484            | 16024            | 12179            | 7440             | 4238             | 3083             |                  |
| --------------------------------------------- | ---------------- | ---------------- | ---------------- | ---------------- | ---------------- | ---------------- | ---------------- | ---------------- | ---------------- | ---------------- | ---------------- | ---------------- | ---------------- |
| Джерело:                                      |                  |                  |                  |                  |                  |                  |                  |                  |                  |                  |                  |                  |                  |